# ACT Music
ACT Music – niemiecka wytwórnia płytowa wydająca głównie albumy jazzowe, została założona w 1992 roku przez Siegfrieda Locha. Dla wydawnictwa nagrywali m.in. Esbjörn Svensson Trio, Nils Landgren, Vijay Iyer, Michael Wollny, Adam Bałdych, Leszek Możdżer, Natalia Mateo.